# Estadio Barão da Serra Negra
El estádio Barão da Serra Negra es un estadio de usos múltiples ubicado en Piracicaba, Brasil. Se utiliza principalmente para partidos de fútbol y alberga los partidos locales del Esporte Clube XV de Novembro (Piracicaba) . El estadio tiene una capacidad máxima de 18.799  personas y fue construido en 1965. Es propiedad de la Prefectura de Piracicaba y lleva el nombre de Francisco José da Conceição, político brasileño del siglo XIX.
Fue construido en 1965, e inaugurado el 4 de septiembre de ese año. Ese día se jugó el partido inaugural, cuando XV de Piracicaba y Palmeiras empataron 0-0.
El 19 de septiembre de 1965, el primer gol del estadio lo marcó Flávio del Corinthians, cuando el Corinthians venció al XV de Piracicaba por 3-1.
La mayor audiencia jamás registrada en el estadio fue de 27.100 personas, el 30 de noviembre de 1983, en el partido XV de Piracicaba 3x2 Bandeirante. En esa ocasión, el XV se proclamó campeón del Campeonato Paulista de la Série A2. El incidente ocurrió poco después de la muerte del legendario presidente Romeu Italo Ripoli, quien dedicó gran parte de su vida al club de Piracicaba.
La capacidad actual del Estadio es de 18.000 personas. La estructura del estadio tiene básicamente dos grandes sectores: el sector cubierto (cautivo) y el de gradas (general). El estadio forma parte del Complejo Deportivo Municipal, que además cuenta con un gimnasio principal, minigimnasio, un conjunto de piscinas y una pista de atletismo.
El estadio también alberga partidos de la liga de futbol amateur en la ciudad de Piracicaba.